# Lathrostizus lugens
Lathrostizus lugens är en stekelart som först beskrevs av Johann Ludwig Christian Gravenhorst 1829.  Lathrostizus lugens ingår i släktet Lathrostizus och familjen brokparasitsteklar. Arten är reproducerande i Sverige. Inga underarter finns listade i Catalogue of Life.